# Kanton Reims-8
Der Kanton Reims-8 ist seit 1973 ein französischer Wahlkreis im Arrondissement Reims im Département Marne und in der Region Grand Est; sein Hauptort ist Reims.

## Gemeinden
Der Kanton besteht aus neun Gemeinden und Teilgemeinden mit insgesamt 22.802 Einwohnern (Stand: 1. Januar 2022) auf einer Gesamtfläche von 84,76 km²:
| Gemeinde         | Einwohner 1. Januar 2022 | Fläche km² | Dichte Einw./km² | Code INSEE | Postleitzahl |
| ---------------- | ------------------------ | ---------- | ---------------- | ---------- | ------------ |
| Cernay-lès-Reims | 1.566                    | 16,49      | 95               | 51105      | 51420        |
| Cormontreuil     | 6.454                    | 4,62       | 1.397            | 51172      | 51350        |
| Prunay           | 1.032                    | 18,41      | 56               | 51449      | 51360        |
| Puisieulx        | 452                      | 9,07       | 50               | 51450      | 51500        |
| Reims            | 9.007                    | 10,26      | 878              | 51454      | 51100        |
| Saint-Léonard    | 100                      | 3,04       | 33               | 51493      | 51500        |
| Sillery          | 1.830                    | 9,20       | 199              | 51536      | 51500        |
| Taissy           | 2.202                    | 11,53      | 191              | 51562      | 51500        |
| Trois-Puits      | 159                      | 2,14       | 74               | 51584      | 51500        |
| Kanton Reims-8   | 22.802                   | 84,76      | 269              | 5118       | –            |

1. ↑   Nur der östliche Teil der Gemeinde, der Rest verteilt sich auf die Kantone Reims-1, Reims-2, Reims-3, Reims-4, Reims-5, Reims-6, Reims-7 und Reims-9.

Bis zur landesweiten Neuordnung der französischen Kantone im März 2015 gehörte zum Kanton Reims-8 aus den drei Gemeinden Champigny, Reims und Saint-Brice-Courcelles. Er besaß vor 2015 einen anderen INSEE-Code als heute, nämlich 5141.

## Bevölkerungsentwicklung
| 1962 | 1968 | 1975 | 1982 | 1990 | 1999   | 2006 | 2011   |
| ---- | ---- | ---- | ---- | ---- | ------ | ---- | ------ |
|      | –    | –    | –    | –    | 13.579 |      | 13.665 |